# Caspar (Kalifornija)
Caspar je naseljeno područje za statističke svrhe u američkoj saveznoj državi Kalifornija. Prema popisu stanovništva iz 2010. u njemu je živjelo 509 stanovnika.